# Jean-Jacques Duval d'Eprémesnil
Jean-Jacques Duval d'Eprémesnil, född 5 augusti 1745 i Pondicherry i Indien, död 22 april 1794 i Paris i Frankrike, var en fransk politiker.
Efter 1775 blev d'Eprémesnil jurist vid parlamentet i Paris, där han var en av de kraftigaste förespråkarna för parlamentets rättigheter mot kungamakten. Hans opposition ledde till att han 1788 dömdes till fem månaders fängelse, men gav honom samtidigt en oerhörd popularitet, och 1789 valdes han som adelsdeputerad till nationalförsamlingen. Här framträdde nu d'Eprémesnil, som tidigare varit kungamaktens skarpaste kritiker, som det bestående samhällets försvarare och yttersta högerns främsta ledare. Han miste härigenom snabbt sin popularitet, och måste 1792 lämna Paris. Han stannade dock kvar i landet, och 1794 fördes han till Paris där han avrättades med giljotin.